# The Fray
The Fray es un grupo de rock proveniente de Denver (Colorado, Estados Unidos). Formado en 2002 por los compañeros de escuela Isaac Slade y Joe King, la banda realizó su debut con el álbum How to Save a Life, con el cual logró colocarse en el Top 3 de los Billboard Hot 100 y fue también uno de los 5 principales sencillos en Canadá, Australia, Irlanda, Suecia, España y el Reino Unido. 
The Fray también encontró éxito nacional con la canción "Over my head (Cable Car)", que se convirtió en uno de los 10 sencillos principales en Estados Unidos y Canadá. How to Save a Life fue certificado como Triple Platino por la Recording Industry Association of America y también fue certificada con platino en Nueva Zelanda y Australia. 
La banda es conocida internacionalmente por su sencillo "Over My Head (Cable Car)" y "How to save a life", utilizada en la campaña promocional de Anatomía de Grey (Grey's Anatomy) y en los anuncios de Pascual Funciona. Como anteriormente se hizo con Grey's anatomy, el sencillo "You found me" es la canción promocional de la quinta temporada de la serie Lost (Perdidos).
En el 2012 salió a la venta su tercer CD titulado Scars & Stories, y el 25 de febrero de 2014 salió a la venta Helios. 
El 12 de marzo de 2022, Isaac Slade anunciría su retiro de The Fray mediante sus redes sociales 

## Formación
Sus integrantes actuales son Isaac Slade (vocalista, pianista), Joe King (guitarrista rítmico, corista), Dave Welsh (guitarrista líder), Ben Wysocky (batería, percusionista), y Jeremy McCoy (bajista, corista). The Fray no poseía un bajista oficial, su primer bajista fue, Caleb Slade, que también es hermano de Isaac, sin embargo este fue echado de la banda debido a que no podía tocar el instrumento bien, esto provocó una pelea entre los dos hermanos, de la cual Isaac escribió la canción "Over My Head (Cable Car)", su último bajista fue Dan Battenhouse que solo estuvo con ellos del 2002 al 2004, a partir de ahí Joe empezó a tocar el bajo en los estudios. Recientemente estuvieron de gira con Jimmy Stofer de bajista, (Dualistics and the Commentary), pero este tomó la decisión de dejar The Fray para concentrarse en sus otros trabajos. Desde 2009 su actual bajista de gira es Jeremy McCoy, también se encarga de dar coros adicionales en la banda. 
La banda The Fray ha sido comparada con Coldplay y Keane. Tiene influencias de U2, Better Than Ezra y Counting Crows.
El tema How to save a life forma parte de la banda sonora de la tercera temporada de Grey's Anatomy, y fue cantada por Alicia Keys en la radio One Live Lounge. Su canción "Look after you" fue incluida en la película Jumper y en la película After: Aquí empieza todo. El tema "Never say never" es parte de la banda sonora del primer capítulo de la primera temporada de "The Vampire Diaries" en el 2009 y parte del soundtrack en la película After: Almas perdidas. Esta misma fue ocupada como cover en la serie Glee, en el primer episodio de la cuarta temporada estrenada en el 2012. La canción Hapiness fue parte del episodio piloto de la serie estadounidense Pretty Little Liars de ABC Family, así como también de un episodio de la serie Brothers & Sisters de la misma cadena televisiva.
El 12 de marzo de 2022, Isaac Slade anunció que dejaría la banda. Su última actuación con la banda tuvo lugar el 14 de mayo de 2022 en el Genesee Theatre en Waukegan, Illinois.

## Miembros
| Miembros actuales - Dave Welsh - Guitarra líder (2002, 2003-presente) - Joe King - Guitarra rítmica, coros (2002-presente) - Ben Wysocki - Batería, percusión (2003-presente) Miembros de gira - Jeremy McCoy - Bajo, coros (2009-2012) | Miembros antiguos - Caleb Slade - Bajo (2002) - Mike Ayars - Guitarra líder (2002-2003) - Zach Johnson - Batería, percusión (2002-2003) - Dan Battenhouse - Bajo (2002-2004) - Isaac Slade - Voz, piano (2002-2022) Miembros de gira antiguos - Jimmy Stofer - Bajo (2005-2007) - Dan Lavery - Bajo (2007-2009) |

## Discografía
Álbumes de estudio
- 2005: How to Save a Life
- 2009: The Fray
- 2012: Scars & Stories
- 2014: Helios
- 2016: Through The Years